# Giro d’Italia 2025/3. Etappe
Die 3. Etappe des Giro d’Italia 2025 fand am 11. Mai 2025 statt. Sie führt die 108. Austragung des italienischen Etappenrennens ins Ceraunisches Gebirge und bildete den Abschluss des Auslandstarts in Albanien. Als Start- und Zielort der 160 Kilometer langen Etappe diente Vlora. Nach der Etappe hatten die Fahrer insgesamt 333,7 Kilometer zurückgelegt, was 9,69 % der Gesamtdistanz entspricht. Die Organisatoren der Rundfahrt bewerteten die Schwierigkeit der Etappe mit drei von fünf Sternen.
Im Anschluss an die 3. Etappe folgt der erste Ruhetag, der in Lecce abgehalten wird.
Den Etappensieg sicherte sich der Däne Mads Pedersen (Lidl-Trek), der sich im Sprint aus dem dezimierten Hauptfeld vor Corbin Strong (Israel-Premier Tech) und Orluis Aular (Movistar Team) durchsetzte. Zugleich übernahm er die Maglia Rosa von Primož Roglič (Red Bull-Bora-hansgrohe).

## Streckenverlauf
Der Rundkurs führte durch das hügelige Bergland Südalbaniens und entlang der südalbanischen Küste am Ionischen Meer. Auf den ersten 60 Kilometer gab es nur kleine Anstiege. Der Rest der Strecke war aber sehr unruhig mit etlichen steilen Anstiegen und einem langen Pass, bevor es am Schluss auf flacher Strecke dem Ziel entgegenging.
Die Fahrer starteten in Skela auf der Uferpromenade von Vlora, die ersten Kilometer bis zum nördlichen Stadtrand waren aber neutralisiert. Die Strecke führte zuerst über einen kleinen Hügel nach Südosten ins Hinterland. Es ging auf der Ostseite des Ceraunischen Gebirges das Tal der Shushica hoch bis fast nach Kuç im Unteren Kurvelesh. Unterwegs gab es in Gjorm nach 34,5 Kilometern die erste Sprintwertung.
Dann ging es westwärts durch die Berge über die Pässe Qafa Mbretes (554 m ü. A.) und Qafa e Shakellës (557 m ü. A.; Bergpreis 4. Kategorie) nach Qeparo an der Albanischen Riviera. Von dort aus führte die Strecke der Küste entlang nach Norden, wobei sie alles andere als flach war: Bis Himara gab es zwar nur einen Anstieg bis auf knapp 100 m ü. A., danach wurde es aber anspruchsvoller. Am Strand von Himara wurde noch ein Zwischensprint mit Zeitgutschrift ausgetragen. Zwischen der Meeresküste in Himara und Vuno galt es den Qafa e Vishës (375 m ü. A.) mit einem steilen Anstieg zu bezwingen. Bis nach Ilias folgten weitere Abfahrten und Aufstiege. Nach der Abfahrt nach Dhërmi mit enger Dorfdurchfahrt folgte in Kondraq (Gjileka) eine Sprintwertung während eines nächsten, kürzeren Anstiegs. Nach Palasa begann der der Aufstieg zum Llogara-Pass (rund 800 Höhenmeter auf 10,5 Kilometern mit 7,4 % Steigung), der mit 1030 m ü. A. der höchste Punkt der Etappe war und auf dem ein Bergpreis 2. Kategorie ausgefahren wurde. Danach folgt eine lange, steile und kurvige Abfahrt nach Dukat. Die letzten rund 20 Kilometer über Orikum und entlang der Bucht von Vlora nach Vlora waren einigermaßen flach mit einem kleinen Anstieg an der Ortseinfahrt von Vlora. Das Ziel war auf der schnurgeraden Hauptstraße zwischen Hafen und Stadtzentrum südlich der Muradie-Moschee.
|                            | Ort              | Kilometer | Länge (km) | Höhe (m) | Ø Steigung | max. Steigung |
| -------------------------- | ---------------- | --------- | ---------- | -------- | ---------- | ------------- |
| neutralisierter Start      | Vlora            | −3,8      |            |          |            |               |
| offizieller Start          | Vlora (SH8)      | 0         |            |          |            |               |
| Zwischensprint             | Gjorm            | 34,5      |            |          |            |               |
| Bergwertung (4. Kategorie) | Qafa e Shakellës | 65,4      | 5,3        | 577      | 4,3 %      | 14 %          |
| Red Bull-Kilometer         | Himara           | 88,2      |            |          |            |               |
| Zwischensprint             | Gjilekë          | 107,1     |            |          |            |               |
| Bergwertung (2. Kategorie) | Qafa e Llogarasë | 121,6     | 10,7       | 1030     | 7,4 %      | 12 %          |
| Ziel                       | Vlora            | 160       |            |          |            |               |

## Rennverlauf
Nachdem offiziellen Start setzen sich mit Joshua Tarling (Ineos Grenadiers), Lorenzo Germani (Groupama-FDJ), Mark Donovan (Q36.5) und Chris Hamilton (Picnic PostNL) vier Fahrer vom Hauptfeld ab. Wenig später kamen mit Alessandro Tonelli (Polti VisitMalta) und Dries De Bondt (Decathlon AG2R La Mondiale) zwei Fahrer zur Spitzengruppe hinzu. Gemeinsam fuhr die sechs Fahrer umfassende Gruppe einen maximalen Vorsprung von drei Minuten heraus. Im Hauptfeld übernahmen zunächst die Mannschaften Lidl-Trek und Red Bull-Bora-hansgrohe die Nachführarbeit.
Den ersten Zwischensprint in Gjorm gewann Alessandro Tonelli vor Mark Donovan, Dries De Bondt, Lorenzo Germani und Chris Hamilton. Bei der ersten Bergwertung (3. Kategorie) auf dem Qafa e Shakellës (557 m) setzte sich Mark Donovan vor Lorenzo Germani und Alessandro Tonelli durch, ehe es bergab an die Küste ging. Etwa zur Hälfte der Renndistanz wurde in Himara der Red Bull-Kilometer ausgefahren, bei dem sich die Ausreißer die Zeitbonifikationen sicherten. Die meisten Bonussekunden holte dabei Dries De Bondt vor Mark Donovan und Lorenzo Germani. Auf der profilierten Küstenstraße fielen mit Olav Kooij (Visma-Lease a Bike), Sam Bennett (Decathlon AG2R La Mondiale), Paul Magnier (Soudal Quick-Step), Gerben Thijssen (Intermarché-Wanty) und Maikel Zijlaard (Tudor) zahlreiche endschnelle Fahrer zurück, während die Lidl-Trek-Mannschaft um Mads Pedersen das Tempo weiterhin hochhielt.
Am Fuße des Llogara-Pass (1030 m) wurde der zweite Zwischensprint in Gjileka ausgefahren, wobei sich Chris Hamilton vor Alessandro Tonelli, Lorenzo Germani, Joshua Tarling und Mark Donovan die meisten Punkte sicherte. Der Vorsprung der Ausreißer war unterdessen jedoch auf rund eine Minute geschmolzen. Im Anstieg forcierte die Lidl-Trek-Mannschaft das Tempo erneut, wodurch nun auch Kaden Groves (Alpecin-Deceuninck) und Wout van Aert (Visma-Lease a Bike) abgehängt wurden. Zugleich kam es zu einem Angriff im Hauptfeld, wobei sich Lorenzo Fortunato (XDS Astana), Pello Bilbao (Bahrain Victorious) und Gianmarco Garofoli (Soudal Quick-Step) vom Peloton lösten. Während die Ausreißergruppe zerfiel, konnten Lorenzo Fortunato und Pello Bilbao rund vier Kilometer vor der Passhöhe zur Spitze des Rennens aufschließen, ehe sie sich auch von den früheren Ausreißern absetzten. Die beiden überquerten den Llogara-Pass gemeinsam, wobei sich Lorenzo Fortunato vor dem Spanier die meisten Punkte im Kampf um die Bergwertung sicherte. Dahinter folgten Chris Hamilton und Alessandro Tonelli auf den Positionen drei und vier, ehe Rafał Majka (UAE Team Emirates-XRG) und Damiano Caruso (Bahrain Victorious) das Hauptfeld mit einem Rückstand von rund 50 Sekunden über den Pass führten. In der Abfahrt wurden die verbliebenen Ausreißer rasch gestellt und auch Lorenzo Fortunato und Pello Bilbao wurden 19 Kilometer vor dem Ziel eingeholt. Im Sprint aus dem rund 90 Fahrer umfassenden Hauptfeld, angezogen von Mathias Vacek, setzte sich schließlich Mads Pedersen vor Corbin Strong (Israel-Premier Tech) und Orluis Aular (Movistar) durch.
Mit seinem zweiten Etappensieg übernahm Mads Pedersen erneut die Gesamtführung und lag nun neun Sekunden vor Primož Roglič (Red Bull-Bora-hansgrohe). Mathias Vacek (Lidl-Trek) wies auf dem dritten Gesamtrang als bester Nachwuchsfahrer einen Rückstand von 14 Sekunden auf. Weiters baute Mads Pedersen seine Führung in der Punktewertung auf, während sich Lorenzo Fortunato an die Spitze der Bergwertung schob. Das Team Lidl-Trek führte nach wie vor die Mannschaftswertung an. Alessandro Tonelli wurde zum aktivsten Fahrer gewählt, wobei alle 182 Starter das Ziel erreichten.

## Ergebnis
| \| Etappenergebnis \| Etappenergebnis \| Etappenergebnis \| Etappenergebnis \| Etappenergebnis \| \| Fahrer \| Fahrer \| Land \| Team \| Zeit \| \| --------------- \| ----------------- \| --------------- \| ----------------------------- \| --------------- \| \| 1. \| Mads Pedersen \| Dänemark \| Lidl-Trek \| 3 h 49 min 47 s \| \| 2. \| Corbin Strong \| Neuseeland \| Israel-Premier Tech \| + 0 s \| \| 3. \| Orluis Aular \| Venezuela \| Movistar Team \| + 0 s \| \| 4. \| Brandon Rivera \| Kolumbien \| Ineos Grenadiers \| + 0 s \| \| 5. \| Edoardo Zambanini \| Italien \| Bahrain Victorious \| + 0 s \| \| 6. \| Stefano Oldani \| Italien \| Cofidis \| + 0 s \| \| 7. \| Andrea Vendrame \| Italien \| Decathlon-AG2R La Mondiale \| + 0 s \| \| 8. \| Filippo Fiorelli \| Italien \| VF Group-Bardiani CSF-Faizanè \| + 0 s \| \| 9. \| Christian Scaroni \| Italien \| XDS Astana Team \| + 0 s \| \| 10. \| Davide De Pretto \| Italien \| Team Jayco AlUla \| + 0 s \| |                   |            |                               |                 |
| |                   |            |                               |                 |
| Quelle: ProCyclingStats |                   |            |                               |                 |
| Etappenergebnis |                   |            |                               |                 |
| Fahrer | Fahrer            | Land       | Team                          | Zeit            |
| 1. | Mads Pedersen     | Dänemark   | Lidl-Trek                     | 3 h 49 min 47 s |
| 2. | Corbin Strong     | Neuseeland | Israel-Premier Tech           | + 0 s           |
| 3. | Orluis Aular      | Venezuela  | Movistar Team                 | + 0 s           |
| 4. | Brandon Rivera    | Kolumbien  | Ineos Grenadiers              | + 0 s           |
| 5. | Edoardo Zambanini | Italien    | Bahrain Victorious            | + 0 s           |
| 6. | Stefano Oldani    | Italien    | Cofidis                       | + 0 s           |
| 7. | Andrea Vendrame   | Italien    | Decathlon-AG2R La Mondiale    | + 0 s           |
| 8. | Filippo Fiorelli  | Italien    | VF Group-Bardiani CSF-Faizanè | + 0 s           |
| 9. | Christian Scaroni | Italien    | XDS Astana Team               | + 0 s           |
| 10. | Davide De Pretto  | Italien    | Team Jayco AlUla              | + 0 s           |

## Gesamtstände
| \| Gesamtwertung \| Gesamtwertung \| Gesamtwertung \| Gesamtwertung \| Gesamtwertung \| \| Fahrer \| Fahrer \| Land \| Team \| Zeit \| \| ------------- \| --------------- \| ---------------------- \| ----------------------- \| --------------- \| \| 1. \| Mads Pedersen \| Dänemark \| Lidl-Trek \| 7 h 42 min 10 s \| \| 2. \| Primož Roglič \| Slowenien \| Red Bull-Bora-Hansgrohe \| + 9 s \| \| 3. \| Mathias Vacek \| Tschechien \| Lidl-Trek \| + 14 s \| \| 4. \| Brandon McNulty \| Vereinigte Staaten \| UAE Team Emirates XRG \| + 21 s \| \| 5. \| Juan Ayuso \| Spanien \| UAE Team Emirates XRG \| + 25 s \| \| 6. \| Isaac Del Toro \| Mexiko \| UAE Team Emirates XRG \| + 26 s \| \| 7. \| Max Poole \| Vereinigtes Königreich \| Team Picnic-PostNL \| + 33 s \| \| 8. \| Antonio Tiberi \| Italien \| Bahrain Victorious \| + 34 s \| \| 9. \| Michael Storer \| Australien \| Tudor Pro Cycling Team \| + 36 s \| \| 10. \| Giulio Ciccone \| Italien \| Lidl-Trek \| + 40 s \| |                 |                        |                         |                 |
| |                 |                        |                         |                 |
| Quelle: ProCyclingStats |                 |                        |                         |                 |
| Gesamtwertung |                 |                        |                         |                 |
| Fahrer | Fahrer          | Land                   | Team                    | Zeit            |
| 1. | Mads Pedersen   | Dänemark               | Lidl-Trek               | 7 h 42 min 10 s |
| 2. | Primož Roglič   | Slowenien              | Red Bull-Bora-Hansgrohe | + 9 s           |
| 3. | Mathias Vacek   | Tschechien             | Lidl-Trek               | + 14 s          |
| 4. | Brandon McNulty | Vereinigte Staaten     | UAE Team Emirates XRG   | + 21 s          |
| 5. | Juan Ayuso      | Spanien                | UAE Team Emirates XRG   | + 25 s          |
| 6. | Isaac Del Toro  | Mexiko                 | UAE Team Emirates XRG   | + 26 s          |
| 7. | Max Poole       | Vereinigtes Königreich | Team Picnic-PostNL      | + 33 s          |
| 8. | Antonio Tiberi  | Italien                | Bahrain Victorious      | + 34 s          |
| 9. | Michael Storer  | Australien             | Tudor Pro Cycling Team  | + 36 s          |
| 10. | Giulio Ciccone  | Italien                | Lidl-Trek               | + 40 s          |

| Punktewertung | Punktewertung      | Punktewertung          | Punktewertung                 | Punktewertung |
| Fahrer        | Fahrer             | Land                   | Team                          | Punkte        |
| ------------- | ------------------ | ---------------------- | ----------------------------- | ------------- |
| 1.            | Mads Pedersen      | Dänemark               | Lidl-Trek                     | 54 P.         |
| 2.            | Alessandro Tonelli | Italien                | Team Polti VisitMalta         | 35 P.         |
| 3.            | Orluis Aular       | Venezuela              | Movistar Team                 | 24 P.         |
| 4.            | Joshua Tarling     | Vereinigtes Königreich | Ineos Grenadiers              | 18 P.         |
| 5.            | Corbin Strong      | Neuseeland             | Israel-Premier Tech           | 18 P.         |
| 6.            | Wout van Aert      | Belgien                | Team Visma \| Lease a Bike    | 18 P.         |
| 7.            | Manuele Tarozzi    | Italien                | VF Group-Bardiani CSF-Faizanè | 17 P.         |
| 8.            | Chris Hamilton     | Australien             | Team Picnic-PostNL            | 13 P.         |
| 9.            | Primož Roglič      | Slowenien              | Red Bull-Bora-Hansgrohe       | 12 P.         |
| 10.           | Sylvain Moniquet   | Belgien                | Cofidis                       | 11 P.         |

| Bergwertung | Bergwertung        | Bergwertung | Bergwertung                   | Bergwertung |
| Fahrer      | Fahrer             | Land        | Team                          | Punkte      |
| ----------- | ------------------ | ----------- | ----------------------------- | ----------- |
| 1.          | Lorenzo Fortunato  | Italien     | XDS Astana Team               | 28 P.       |
| 2.          | Sylvain Moniquet   | Belgien     | Cofidis                       | 18 P.       |
| 3.          | Pello Bilbao       | Spanien     | Bahrain Victorious            | 12 P.       |
| 4.          | Alessandro Tonelli | Italien     | Team Polti VisitMalta         | 11 P.       |
| 5.          | Giulio Ciccone     | Italien     | Lidl-Trek                     | 9 P.        |
| 6.          | Alessandro Verre   | Italien     | Arkéa-B&B Hotels              | 8 P.        |
| 7.          | Chris Hamilton     | Australien  | Team Picnic-PostNL            | 6 P.        |
| 8.          | Mads Pedersen      | Dänemark    | Lidl-Trek                     | 4 P.        |
| 9.          | Mathias Vacek      | Tschechien  | Lidl-Trek                     | 4 P.        |
| 10.         | Manuele Tarozzi    | Italien     | VF Group-Bardiani CSF-Faizanè | 4 P.        |

| Nachwuchswertung | Nachwuchswertung     | Nachwuchswertung       | Nachwuchswertung              | Nachwuchswertung |
| Fahrer           | Fahrer               | Land                   | Team                          | Zeit             |
| ---------------- | -------------------- | ---------------------- | ----------------------------- | ---------------- |
| 1.               | Mathias Vacek        | Tschechien             | Lidl-Trek                     | 7 h 42 min 24 s  |
| 2.               | Juan Ayuso           | Spanien                | UAE Team Emirates XRG         | + 11 s           |
| 3.               | Isaac Del Toro       | Mexiko                 | UAE Team Emirates XRG         | + 12 s           |
| 4.               | Max Poole            | Vereinigtes Königreich | Team Picnic-PostNL            | + 19 s           |
| 5.               | Antonio Tiberi       | Italien                | Bahrain Victorious            | + 20 s           |
| 6.               | Giulio Pellizzari    | Italien                | Red Bull-Bora-Hansgrohe       | + 26 s           |
| 7.               | Davide Piganzoli     | Italien                | Team Polti VisitMalta         | + 35 s           |
| 8.               | Felix Engelhardt     | Deutschland            | Team Jayco AlUla              | + 1 min 11 s     |
| 9.               | Marco Frigo          | Italien                | Israel-Premier Tech           | + 2 min 08 s     |
| 10.              | Alessandro Pinarello | Italien                | VF Group-Bardiani CSF-Faizanè | + 2 min 10 s     |

| Mannschaftswertung | Mannschaftswertung         | Mannschaftswertung           | Mannschaftswertung |
| Team               | Team                       | Land                         | Zeit               |
| ------------------ | -------------------------- | ---------------------------- | ------------------ |
| 1.                 | Lidl-Trek                  | Vereinigte Staaten           | 23 h 07 min 20 s   |
| 2.                 | UAE Team Emirates XRG      | Vereinigte Arabische Emirate | + 7 s              |
| 3.                 | Red Bull-BORA-hansgrohe    | Deutschland                  | + 15 s             |
| 4.                 | Team Visma \| Lease a Bike | Niederlande                  | + 47 s             |
| 5.                 | Movistar Team              | Spanien                      | + 1 min 35 s       |
| 6.                 | Team Jayco AlUla           | Australien                   | + 2 min 10 s       |
| 7.                 | Q36.5 Pro Cycling Team     | Schweiz                      | + 2 min 41 s       |
| 8.                 | XDS Astana Team            | Kasachstan                   | + 3 min 00 s       |
| 9.                 | Bahrain-Victorious         | Bahrain                      | + 3 min 24 s       |
| 10.                | Team Picnic-PostNL         | Niederlande                  | + 3 min 25 s       |